# حادثة السباغيتي
«حادثة السباغيتي؟» هو الألبوم الخامس لفرقة الهارد روك الأمريكية «غنز آن روزز». يتكون الألبوم من أغلفة موسيقى البانك روك القديمة وهارد روك وأغاني أخرى. ألبوم «حادثة السباغيتي» هو الوحيد الذي يضم عازف الجيتار الإيقاعي جيلبي كلارك الذي حل محل العضو الأصلي في فرقة «غنز آن روزز» إيزي سترادلين وذلك خلال جولة الفرقة تحت عنوان «استخدم وهمك» في عام 1991 بالإضافة إلى الألبوم الأخير الذي يضم عازف القيثارة سلاش وعازف البيسبول دوف ماكاغان وعازف الطبول مات سوروم والذي اتبعه رحيلهم في عامي 1996 و 1997 على التوالي وهذا الألبوم هو الألبوم الأخير للفرقة والذي كان من إنتاج مايك كلينك.
«حادثة السباغيتي» هو  الألبوم الوحيد الذي صدر ولم يكن له جولة على الرغم من نجاحهِ إلى حد ما  إلا أنه يعتبر أسوأ ألبوم للفرقة مبيعاً حيث بيع منه مليون نسخة  فقط وذلك عام 2018

## الخلفية
في بادى الأمر خططت الفرقة لإصدار البوم مصغر يحتوي على عدد قليل من الأغاني  وذلك كان عام 1992 أو 1993  ولكن بعد ذلك قررت تسجيل ألبوم كامل  وسجلت العديد من الأغاني  خلال  جلسات ألبوم الأوهام والتي كان الغرض منها في الأصل إنتاج ثلاثة أو أربعة ألبومات وأفيد بأن جيلبي كلارك أعاد تسجيل أجزاء الغيتار الخاصة بآزي سترادلين بالكامل.
وصف سلاش التسجيل بأنه «تلقائي وغير مُصنع»   وكان تسجيل الأغاني بمثابة «غرض لتخفيف الضغط الناجم عن  إنتاج البوم الأوهام». أرادت الفرقة إضافة صورة بعض الفرق المفضلة لديها ومساعدتها ماليا عن طريق عائدات الالبوم واختيار قائمة الأغاني واخذت بعين الاعتبار تسمية الألبوم «صندوق المعاشات التقاعدية».
يتكون الألبوم من مجموعة من أغاني البانك والجلام روك  وحيث يحتوي الألبوم على  أغاني الفنانين البانك مثل يو كيه سابس وذا دامد ونيويورك دولز وذا ستوجز وديد بويز وميسفيتس وجوني ثوندرز وذا بروفيشينالس وفيار وبالإضافة إلى تي ريكس وساوندغاردن وذا سكاي لاينرز  وحيث ظهرا المغنيان هانوي روكس وأيضا المغني مايكل مونرو كضيوف مغنيين في الأغنية المنفردة «اليست ممتعة».
خلال جلسات الاستوديو سجلت الفرقة أيضا أغنية مؤثرة بعنوان «بيرة وسيجارة»  والتي كانت من تأليف المغني  هانوي روكس. ولكن لم يتم تسجيل الأغنية حيث تم التخلي عن الأغنية ويعود السبب لرغبة الفرقة في عدم تلقي كاتب الأغنية أندي ماكوي أي أموال. وقامت الفرقة أيضا بإنتاج نسخة صوتية أخرى من أغنية «داون اون ذا ستريت»  لفرقة ذا ستوجز الأمريكية والتي لم ترى النور أيضا.

## العنوان
تم اختيار هذا العنوان استناداً  إلى حادثة تعرض لها ستيفن أدلر في عام 1989 بينما كانت الفرقة تقيم مؤقتا في شقة في شيكاغو وحيث قام أدلر بتخزين أدويته في ثلاجة بجانب حاويات الطعام الخاصة بالفرقة والتي تحتوي على طعام إيطالي وأوضح ماكاغان أن  كلمة رمز المرور لمخبأ  أدلر كانت «سباغيتي»  وحيث طلب محامي أدلر من الفرقة «أن تتحدث عن حادثة السباغيتي» في الدعوى المرفوعة ضد الفرقة والتي وجدتها الفرقة مضحكة واستخدمتها كعنوان للألبوم.

## المثير للجدل
يتضمن الألبوم أغنية لم ترى النور والتي بعنوان  «انظري إلى لعبتك، أيتها الفتاة»  حيث تعود في الأصل لزعيم طائفة يدعى تشارلز مانسون.  و تم إبقاء الأغنية سرا والتخلي عن الأشرطة المسبقة والتي أُرسلت إلى المراجعين
حيث أدى تضمين الأغنية إلى إثارة الجدل وأعربت جماعات تطبيق القانون وحقوق الضحايا عن غضبها الشديد وقالت روز «أردنا التقليل من شأنها... ولا نعطي أي تقدير لتشارلز مانسون  للألبوم».
وعلق رئيس شركة ديفيد  جيفين قائلاً «لو أدركت روز مدى العدوانية التي سيجدها الشعب في هذه الأغنية  لما سجل هذه الأغنية قط» وذكر سلاش أن الأغنية «تمت بروح الدعابة السوداء الساذجة والبريئة من جانبنا» وذكر روز أنه سيتبرع بجميع عائدات الأداء للأغنية إلى منظمة بيئية غير ربحية  وكانت الفرقة ستزيل الأغنية قبل أن تعلم أن العائدات سيتم التبرع بها لابن أحد ضحايا مانسون. وذكرت شركة جيفين ريكوردس أن حصتها من العائدات سيتم التبرع بها لمكتب دوريس تايت لضحايا الجرائم.